# Мери Стинберџен
Мери Стинберџен (енгл. Mary Steenburgen) је америчка глумица, рођена 8. фебруара 1953. године у Њупорту (Арканзас).